# Supercopa de España de fútbol 2021
La Supercopa de España 2021 fue la XXXVII edición del torneo, correspondiente a la temporada 2020-21. Pese al convenio de tres años firmado por la federación española con mandatarios de Arabia Saudí para que la Supercopa se disputara en el país asiático, las circunstancias provocadas por el COVID-19 plantearon que la edición de 2021 pudiera disputarse en España, cosa que se acabó concretando: el 15 de diciembre la cadena de radio COPE adelantó que finalmente la Supercopa se disputaría en España. Se eligió a Andalucía como sede de los tres partidos a disputar, coincidiendo con que en 2021 fue Región Europea del Deporte.

## Participantes
|  | Real Madrid C. F. | Bandera de la Comunidad de Madrid |  | Campeón de la Liga 2019-20            |
|  | F. C. Barcelona   | Bandera de Cataluña               |  | Subcampeón de la Liga 2019-20         |
|  | Real Sociedad     | Bandera del País Vasco            |  | Campeón de la Copa del Rey 2019-20    |
|  | Athletic Club     | Bandera del País Vasco            |  | Subcampeón de la Copa del Rey 2019-20 |

## Cuadro
|  | Semifinales            | Semifinales            | Semifinales            |                       |                 | Final               | Final               | Final               |  |
|  | 13-14 de enero de 2021 | 13-14 de enero de 2021 | 13-14 de enero de 2021 |                       |                 | 17 de enero de 2021 | 17 de enero de 2021 | 17 de enero de 2021 |  |
|  |                        |                        |                        |                       |                 |                     |                     |                     |  |
|  |                        |                        |                        |                       |                 |                     |                     |                     |  |
|  | Real Sociedad          | Real Sociedad          | 1 (2)                  |                       |                 |                     |                     |                     |  |
|  | Real Sociedad          | Real Sociedad          | 1 (2)                  |                       |                 |                     |                     |                     |  |
|  | F. C. Barcelona (p.)   | F. C. Barcelona (p.)   | 1 (3)                  |                       |                 |                     |                     |                     |  |
|  | F. C. Barcelona (p.)   | F. C. Barcelona (p.)   | 1 (3)                  |                       | F. C. Barcelona | F. C. Barcelona     | 2                   |                     |  |
|  |                        |                        |                        |                       | F. C. Barcelona | F. C. Barcelona     | 2                   |                     |  |
|  |                        |                        | Athletic Club (t. s.)  | Athletic Club (t. s.) | 3               |                     |                     |                     |  |
|  | Real Madrid C. F.      | Real Madrid C. F.      | Athletic Club (t. s.)  | Athletic Club (t. s.) | 3               | 1                   |                     |                     |  |
|  | Real Madrid C. F.      | Real Madrid C. F.      |                        |                       |                 | 1                   |                     |                     |  |
|  | Athletic Club          | Athletic Club          | 2                      |                       |                 |                     |                     |                     |  |
|  | Athletic Club          | Athletic Club          | 2                      |                       |                 |                     |                     |                     |  |
|  |                        |                        |                        |                       |                 |                     |                     |                     |  |

## Semifinales
| Semifinal 1; 13 de enero de 2021, 21:00 HEC | Real Sociedad                                            | 1:1 (1:1, 0:1) (t. s.)(2:3 p.) | F. C. Barcelona                                 | Estadio Nuevo Arcángel, Córdoba                                               |                                                                               |
|                                             | - Oyarzabal 51'                                          | Reporte                        | - 39' De Jong                                   | Asistencia: 0 espectadores Árbitro(s): Munuera Montero VAR: González González | Asistencia: 0 espectadores Árbitro(s): Munuera Montero VAR: González González |
|                                             |                                                          | Tiros desde el punto penal     |                                                 |                                                                               |                                                                               |
|                                             | - Bautista - Oyarzabal - Willian José - Merino - Januzaj |                                | - De Jong - Dembélé - Pjanić - Griezmann - Puig |                                                                               |                                                                               |

| Uniformes |  |
|           |  |

| Semifinal 2; 14 de enero de 2021, 21:00 HEC | Real Madrid C. F. | 1:2 (0:2) | Athletic Club         | Estadio La Rosaleda, Málaga                                                      |                                                                                  |
|                                             | - Benzema 73'     | Reporte   | - 18' 38' Raúl García | Asistencia: 0 espectadores Árbitro(s): Martínez Munuera VAR: Iglesias Villanueva | Asistencia: 0 espectadores Árbitro(s): Martínez Munuera VAR: Iglesias Villanueva |

| Uniformes |  |
|           |  |

## Final
| 1     | POR   | Marc-André ter Stegen |      |
| 2     | DEF   | Sergiño Dest          | 46'  |
| 4     | DEF   | Ronald Araújo         |      |
| 15    | DEF   | Clément Lenglet       | 105' |
| 18    | DEF   | Jordi Alba            |      |
| 21    | MED   | Frenkie de Jong       |      |
| 5     | MED   | Sergio Busquets       | 97'  |
| 16    | MED   | Pedri                 | 88'  |
| 11    | DEL   | Ousmane Dembélé       | 89'  |
| 10    | DEL   | Lionel Messi          |      |
| 7     | DEL   | Antoine Griezmann     |      |
| D. T. | D. T. | Ronald Koeman         |      |

| 1     | POR   | Unai Simón       |      |
| 21    | DEF   | Ander Capa       | 81'  |
| 5     | DEF   | Yeray Álvarez    |      |
| 4     | DEF   | Íñigo Martínez   | 95'  |
| 24    | DEF   | Mikel Balenziaga | 84'  |
| 18    | MED   | Óscar de Marcos  |      |
| 14    | MED   | Dani García      |      |
| 27    | MED   | Unai Vencedor    | 82'  |
| 10    | MED   | Iker Muniain     |      |
| 22    | DEL   | Raúl García      | 83'  |
| 9     | DEL   | Iñaki Williams   | 105' |
| D. T. | D. T. | Marcelino García |      |

| 28 | DEF | Óscar Mingueza     | 46'  |
| 8  | MED | Miralem Pjanić     | 88'  |
| 9  | DEL | Martin Braithwaite | 89'  |
| 12 | MED | Riqui Puig         | 97'  |
| 17 | DEL | Francisco Trincão  | 105' |

| 12 | DEL | Álex Berenguer   | 81'  |
| 6  | MED | Mikel Vesga      | 82'  |
| 20 | DEL | Asier Villalibre | 83'  |
| 15 | DEF | Iñigo Lekue      | 84'  |
| 3  | DEF | Unai Núñez       | 95'  |
| 2  | DEL | Jon Morcillo     | 105' |

| 40' · 77' | Antoine Griezmann | 1:0 2:1 |

| 42' · 90' · 93' | Óscar de Marcos Asier Villalibre Iñaki Williams | 1:1 2:2 2:3 |

| 11' · 114' | Clément Lenglet Jordi Alba |

| 67' · 109' · 110' | Dani García Asier Villalibre Jon Morcillo |

| 120+1' | Lionel Messi |

| Principal  | Gil Manzano      |
| Asistentes | Nevado Rodríguez |
|            | Martínez Nicolás |
| Cuarto     | Sánchez Martínez |
| Quinto     | Barbero Sevilla  |

| VAR            | Hernández Hernández |
| Asistentes VAR | Cuadra Fernández    |

|                    |     |     |
| Tiros              | 10  | 12  |
| Tiros a puerta     | 4   | 4   |
| Faltas             | 15  | 24  |
| Saques de esquina  | 3   | 5   |
| Fueras de juego    | 1   | 4   |
| Posesión del balón | 68% | 32% |

| Alineación inicial |

| 1     | POR   | Marc-André ter Stegen |      |
| 2     | DEF   | Sergiño Dest          | 46'  |
| 4     | DEF   | Ronald Araújo         |      |
| 15    | DEF   | Clément Lenglet       | 105' |
| 18    | DEF   | Jordi Alba            |      |
| 21    | MED   | Frenkie de Jong       |      |
| 5     | MED   | Sergio Busquets       | 97'  |
| 16    | MED   | Pedri                 | 88'  |
| 11    | DEL   | Ousmane Dembélé       | 89'  |
| 10    | DEL   | Lionel Messi          |      |
| 7     | DEL   | Antoine Griezmann     |      |
| D. T. | D. T. | Ronald Koeman         |      |

| 1     | POR   | Unai Simón       |      |
| 21    | DEF   | Ander Capa       | 81'  |
| 5     | DEF   | Yeray Álvarez    |      |
| 4     | DEF   | Íñigo Martínez   | 95'  |
| 24    | DEF   | Mikel Balenziaga | 84'  |
| 18    | MED   | Óscar de Marcos  |      |
| 14    | MED   | Dani García      |      |
| 27    | MED   | Unai Vencedor    | 82'  |
| 10    | MED   | Iker Muniain     |      |
| 22    | DEL   | Raúl García      | 83'  |
| 9     | DEL   | Iñaki Williams   | 105' |
| D. T. | D. T. | Marcelino García |      |

| 28 | DEF | Óscar Mingueza     | 46'  |
| 8  | MED | Miralem Pjanić     | 88'  |
| 9  | DEL | Martin Braithwaite | 89'  |
| 12 | MED | Riqui Puig         | 97'  |
| 17 | DEL | Francisco Trincão  | 105' |

| 12 | DEL | Álex Berenguer   | 81'  |
| 6  | MED | Mikel Vesga      | 82'  |
| 20 | DEL | Asier Villalibre | 83'  |
| 15 | DEF | Iñigo Lekue      | 84'  |
| 3  | DEF | Unai Núñez       | 95'  |
| 2  | DEL | Jon Morcillo     | 105' |

| 40' · 77' | Antoine Griezmann | 1:0 2:1 |

| 42' · 90' · 93' | Óscar de Marcos Asier Villalibre Iñaki Williams | 1:1 2:2 2:3 |

| 11' · 114' | Clément Lenglet Jordi Alba |

| 67' · 109' · 110' | Dani García Asier Villalibre Jon Morcillo |

| 120+1' | Lionel Messi |

| Principal  | Gil Manzano      |
| Asistentes | Nevado Rodríguez |
|            | Martínez Nicolás |
| Cuarto     | Sánchez Martínez |
| Quinto     | Barbero Sevilla  |

| VAR            | Hernández Hernández |
| Asistentes VAR | Cuadra Fernández    |

|                    |     |     |
| Tiros              | 10  | 12  |
| Tiros a puerta     | 4   | 4   |
| Faltas             | 15  | 24  |
| Saques de esquina  | 3   | 5   |
| Fueras de juego    | 1   | 4   |
| Posesión del balón | 68% | 32% |

| Alineación inicial |

| 1     | POR   | Marc-André ter Stegen |      |
| 2     | DEF   | Sergiño Dest          | 46'  |
| 4     | DEF   | Ronald Araújo         |      |
| 15    | DEF   | Clément Lenglet       | 105' |
| 18    | DEF   | Jordi Alba            |      |
| 21    | MED   | Frenkie de Jong       |      |
| 5     | MED   | Sergio Busquets       | 97'  |
| 16    | MED   | Pedri                 | 88'  |
| 11    | DEL   | Ousmane Dembélé       | 89'  |
| 10    | DEL   | Lionel Messi          |      |
| 7     | DEL   | Antoine Griezmann     |      |
| D. T. | D. T. | Ronald Koeman         |      |

| 1     | POR   | Unai Simón       |      |
| 21    | DEF   | Ander Capa       | 81'  |
| 5     | DEF   | Yeray Álvarez    |      |
| 4     | DEF   | Íñigo Martínez   | 95'  |
| 24    | DEF   | Mikel Balenziaga | 84'  |
| 18    | MED   | Óscar de Marcos  |      |
| 14    | MED   | Dani García      |      |
| 27    | MED   | Unai Vencedor    | 82'  |
| 10    | MED   | Iker Muniain     |      |
| 22    | DEL   | Raúl García      | 83'  |
| 9     | DEL   | Iñaki Williams   | 105' |
| D. T. | D. T. | Marcelino García |      |

| 28 | DEF | Óscar Mingueza     | 46'  |
| 8  | MED | Miralem Pjanić     | 88'  |
| 9  | DEL | Martin Braithwaite | 89'  |
| 12 | MED | Riqui Puig         | 97'  |
| 17 | DEL | Francisco Trincão  | 105' |

| 12 | DEL | Álex Berenguer   | 81'  |
| 6  | MED | Mikel Vesga      | 82'  |
| 20 | DEL | Asier Villalibre | 83'  |
| 15 | DEF | Iñigo Lekue      | 84'  |
| 3  | DEF | Unai Núñez       | 95'  |
| 2  | DEL | Jon Morcillo     | 105' |

| 40' · 77' | Antoine Griezmann | 1:0 2:1 |

| 42' · 90' · 93' | Óscar de Marcos Asier Villalibre Iñaki Williams | 1:1 2:2 2:3 |

| 11' · 114' | Clément Lenglet Jordi Alba |

| 67' · 109' · 110' | Dani García Asier Villalibre Jon Morcillo |

| 120+1' | Lionel Messi |

| Principal  | Gil Manzano      |
| Asistentes | Nevado Rodríguez |
|            | Martínez Nicolás |
| Cuarto     | Sánchez Martínez |
| Quinto     | Barbero Sevilla  |

| VAR            | Hernández Hernández |
| Asistentes VAR | Cuadra Fernández    |

|                    |     |     |
| Tiros              | 10  | 12  |
| Tiros a puerta     | 4   | 4   |
| Faltas             | 15  | 24  |
| Saques de esquina  | 3   | 5   |
| Fueras de juego    | 1   | 4   |
| Posesión del balón | 68% | 32% |

| Alineación inicial |

| 1     | POR   | Marc-André ter Stegen |      |
| 2     | DEF   | Sergiño Dest          | 46'  |
| 4     | DEF   | Ronald Araújo         |      |
| 15    | DEF   | Clément Lenglet       | 105' |
| 18    | DEF   | Jordi Alba            |      |
| 21    | MED   | Frenkie de Jong       |      |
| 5     | MED   | Sergio Busquets       | 97'  |
| 16    | MED   | Pedri                 | 88'  |
| 11    | DEL   | Ousmane Dembélé       | 89'  |
| 10    | DEL   | Lionel Messi          |      |
| 7     | DEL   | Antoine Griezmann     |      |
| D. T. | D. T. | Ronald Koeman         |      |

| 1     | POR   | Unai Simón       |      |
| 21    | DEF   | Ander Capa       | 81'  |
| 5     | DEF   | Yeray Álvarez    |      |
| 4     | DEF   | Íñigo Martínez   | 95'  |
| 24    | DEF   | Mikel Balenziaga | 84'  |
| 18    | MED   | Óscar de Marcos  |      |
| 14    | MED   | Dani García      |      |
| 27    | MED   | Unai Vencedor    | 82'  |
| 10    | MED   | Iker Muniain     |      |
| 22    | DEL   | Raúl García      | 83'  |
| 9     | DEL   | Iñaki Williams   | 105' |
| D. T. | D. T. | Marcelino García |      |

| 28 | DEF | Óscar Mingueza     | 46'  |
| 8  | MED | Miralem Pjanić     | 88'  |
| 9  | DEL | Martin Braithwaite | 89'  |
| 12 | MED | Riqui Puig         | 97'  |
| 17 | DEL | Francisco Trincão  | 105' |

| 12 | DEL | Álex Berenguer   | 81'  |
| 6  | MED | Mikel Vesga      | 82'  |
| 20 | DEL | Asier Villalibre | 83'  |
| 15 | DEF | Iñigo Lekue      | 84'  |
| 3  | DEF | Unai Núñez       | 95'  |
| 2  | DEL | Jon Morcillo     | 105' |

| 40' · 77' | Antoine Griezmann | 1:0 2:1 |

| 42' · 90' · 93' | Óscar de Marcos Asier Villalibre Iñaki Williams | 1:1 2:2 2:3 |

| 11' · 114' | Clément Lenglet Jordi Alba |

| 67' · 109' · 110' | Dani García Asier Villalibre Jon Morcillo |

| 120+1' | Lionel Messi |

| Principal  | Gil Manzano      |
| Asistentes | Nevado Rodríguez |
|            | Martínez Nicolás |
| Cuarto     | Sánchez Martínez |
| Quinto     | Barbero Sevilla  |

| VAR            | Hernández Hernández |
| Asistentes VAR | Cuadra Fernández    |

|                    |     |     |
| Tiros              | 10  | 12  |
| Tiros a puerta     | 4   | 4   |
| Faltas             | 15  | 24  |
| Saques de esquina  | 3   | 5   |
| Fueras de juego    | 1   | 4   |
| Posesión del balón | 68% | 32% |

| Alineación inicial |

| Campeón Supercopa de España 2021 |
| -------------------------------- |
| Athletic Club 3.er Título        |